# 中國大陸Windows XP使用狀況
中國大陸Windows XP使用狀況是指Windows XP从2001年发行之时至现在，在中国大陆的使用情况。

## 初期
Windows XP于2001年10月25日发布零售版之日，在中国大陆收到了很多批评。批评语言大多数来自Windows 98、Windows 2000等旧版本Windows系统的使用者，其中最常见的三条批评语言是“不适应新界面”、“硬件要求高”以及“需要付费才能使用”。
因为运行Windows XP的电脑硬件中央处理器最低233MHz、内存最低64MB，而在当时中国大陆的电脑并没有多少可以运行Windows XP或者刚刚接近Windows XP最低配置的。相比Windows 98只需66MHz的中央处理器以及16MB的内存即可运行，这无疑让当时的用户支持Windows 98等旧版本系统。其次由于Windows XP以下版本的操作系统无需激活即可使用，而Windows XP需要产品激活才可以使用，更使得人们不愿意花费大量金钱换系统。

## 被广泛使用与被大量盗版
随着时代的发展，66MHz的中央处理器以及16MB的内存已经无法满足电脑使用者日常的需求，所以许多用户购买了新电脑，但在初期还未有许多人使用Windows XP，主要原因之一是Windows XP需要产品激活才可以使用，用户不愿意花费大量金钱。
但是随后逐渐有了破解版系统，在中国大陆比较著名的是「番茄花园」、「萝卜家园」、「雨林木风」等。大多数都是使用Ghost做成压缩包裝的Windows XP，是将安装完毕之后的Windows XP制作成Ghost檔案。因其安装速度快并带有一键还原功能，并且不用花费金钱就能使用，造成很多用户为了省力与省钱选择安装盗版，随后Windows XP在中国大陆逐渐盛行并且成为在中国大陆使用人数最多的操作系统。

## 黑屏事件
2009年微软公司大力打击盗版，曾经通过将正版验证程序加入到安全补丁里的方法使部分盗版用户的屏幕显示黑屏并提示“您是盗版软件的受害者”。但是这个事件只持续了很短暂的一段时间，随后便被人破解。

## 现状与坚守XP风波
Windows XP系统的扩展支持已于2014年4月8日到期，但在中国大陆的淘汰进程依旧缓慢。
2016年7月，Windows XP在中国的占有率为22.83%，是市场份额第二大的桌面操作系统。
2019年12月，Windows XP在中国的占有率降至11.46%。
基于此事件，中国大陆众多安全厂商也借机推出所谓的XP盾甲，宣称“将为XP终身护航”，但是事实证明XP在安装了此类防护软件的情况下依然很容易被黑客攻破。